# 日本天文学会ジュニアセッション
日本天文学会ジュニアセッション（にほんてんもんがっかいジュニアセッション）とは、日本天文学会の春の年会中に開かれる、中学生及び高等学校生による研究発表会である。高校生天体観測ネットワークと同じくして2000年に開始され、2008年より秋の年会中も実施している。

## 概要
研究内容が天文学や宇宙に関連するものであれば発表の対象となる。また発表者は高校生、中学生、小学生、及び高等専門学校3年生以下であることが条件である。ただし高校卒業後1年以内であれば発表は認められる。この場合も、発表内容が高専4年次や大学の実習内容である場合は認められない。
発表される内容は、普段の部活動での研究成果や高校生天体観測ネットワークでの観測結果の他、国立天文台三鷹キャンパスで行われる天体観測実習「君が天文学者になる4日間」、宇宙航空研究開発機構宇宙科学研究本部で行われる宇宙探査機提案実習「君が作る宇宙ミッション」などでの実習結果も含まれる。

### 主催
- 日本天文学会

### 共催・後援
- 天文教育普及研究会
- 日本惑星協会

### 関連実習活動

#### 無料
- 高校生天体観測ネットワーク

#### 有料
- 君が天文学者になる4日間 社会教育用50cm反射望遠鏡を用いた観測実習
- 君が作る宇宙ミッション 宇宙探査機ミッションの企画体験実習